# Dácio Campos
Dácio Campos (Piracicaba, 18 dicembre 1963) è un ex tennista brasiliano.

## Carriera
In carriera ha vinto un titolo di doppio, il Guarujá Open nel 1989, in coppia con il connazionale Ricardo Acioly. Nei tornei del Grande Slam ha ottenuto il suo miglior risultato raggiungendo i quarti di finale di doppio misto all'Open di Francia nel 1986, in coppia con Regina Maršíková.
In Coppa Davis ha disputato un totale di 6 partite, ottenendo 4 vittorie e 2 sconfitte.

## Statistiche

### Doppio

#### Vittorie (1)
| Numero | Anno             | Torneo                | Superficie  | Compagno       | Avversari in finale      | Punteggio |
| 1.     | 12 febbraio 1989 | Guarujá Open, Guarujá | Terra rossa | Ricardo Acioly | César Kist Mauro Menezes | 7-6, 7-6  |